# دامول
دامول (کره‌ای: 다물; هانجا: 多勿)، واژه‌ای باستانی در زبان کره‌ای است که با استفاده از حروف چینی نوشته شده و به طور کلی به معنای بازپس‌گیری سرزمین‌های قدیمی یا بازگشت به حالت اولیه شناخته می‌شود. این اصطلاح ریشه در تاریخ امپراتوری گوگوریو، یکی از سه پادشاهی کره، دارد و در دوران مدرن نیز در زمینه‌های ملی‌گرایانه مورد استفاده قرار گرفته است. تحقیقات اخیر نشان می‌دهد که ریشه‌شناسی این واژه ممکن است از زوایای مختلفی قابل بررسی باشد.

## تاریخچه
اصطلاح دامول برای اولین بار در کتاب تاریخی زیشی تونگ‌جیان (자치통감) ذکر شده و سپس در سامگوک ساگی (삼국사기)، تاریخ رسمی سه پادشاهی کره، نیز ظاهر شده است. بر اساس سامگوک ساگی، در سال دوم حکومت جومونگ، بنیان‌گذار گوگوریو، در ماه ششم تابستان، سونگ یانگ، پادشاه بیریو، کشورش را تسلیم کرد. زمین‌های او به دامولدو (多勿都) تغییر نام یافت و سونگ یانگ به عنوان حاکم آن منطقه منصوب شد. در زبان گوگوریو، "دامول" به معنای بازپس‌گیری سرزمین‌های قدیمی بود و این نام‌گذاری به همین دلیل انجام شد.
متن اصلی سامگوک ساگی چنین است:
در سال دوم، در ماه ششم تابستان، سونگ یانگ کشورش را تسلیم کرد و زمین‌هایش به دامولدو نام‌گذاری شد و او به عنوان حاکم منصوب شد. در زبان گوگوریو، بازپس‌گیری سرزمین‌های قدیمی را دامول می‌نامیدند، بنابراین این نام انتخاب شد.
— سامگوک ساگی، بخش گوگوریو، جلد اول
موقعیت دقیق "دامولدو" مشخص نیست، اما گمان می‌رود که در منطقه حوضه رودخانه هون، جایی که پیش‌تر کشور بیریو قرار داشت، واقع شده باشد. برخی مورخان معتقدند که دامولدو همان دامولگوک (多勿國) است که در زمان پادشاه تموشین ذکر شده است. همچنین، در دوران پادشاه یوری، سونگ یانگ با عنوان دامول‌هو (多勿侯) یعنی مارکویس دامول شناخته می‌شد. این نشان می‌دهد که دامول از دیدگاه سونگ یانگ به معنای بازپس‌گیری سرزمین اصلی‌اش (بیریو) بوده است که پس از تسلیم به جومونگ دوباره به او واگذار شد.

## معنای زبانی
در زبان گوگوریو، دامول به معنای بازپس‌گیری سرزمین‌های قدیمی یا بازگشت به حالت اولیه تفسیر شده است. با این حال، تحلیل‌های زبان‌شناختی پیشنهادهای دیگری نیز ارائه کرده‌اند. به عنوان مثال، پروفسور ایم بیونگ‌جون از دانشگاه کنکوک معتقد است که دامول ممکن است ترکیبی از 다 (به معنای زمین یا فراوانی) و  물 (به معنای بازگشت یا بازیابی) باشد. این تفسیر با واژه‌های کره‌ای میانه مانند ᄯᅡᇂ (خاک) و 므르다 (بازگشت) و واژه‌های مدرن کره‌ای مانند 땅 (زمین) و 무르다 (بازگشت یا بازیابی) هم‌خوانی دارد.
همچنین، برخی زبان‌شناسان دامول را با فعل باستانی 담다 (به معنای جمع کردن یا گرفتن) مرتبط می‌دانند و آن را به صورت tamo-r (شکل اسم مصدر) بازسازی کرده‌اند. در این صورت، دامول می‌تواند به معنای گرفتن یا بازپس‌گیری باشد که در زمینه بازپس‌گیری سر حدات خود را به حالت اول بازگرداند. این تحلیل با نام گوانگ‌گه‌تو بزرگ امپراتور گوگوریو (کره‌ای: 담덕، بازسازی‌شده به صورت tam[o]teke) نیز از نظر آوایی مشابهت دارد و نشان‌دهنده ارتباط احتمالی زبانی است.

## استفاده در دوران مدرن
دامول که در اصل در دوران گوگوریو و زبان کره‌ای باستانی استفاده می‌شد، در کره‌ای میانه به فراموشی سپرده شد. اما در دوران مدرن، به ویژه پس از پایان دوره چوسون، این اصطلاح در چارچوب ملی‌گرایی دوباره احیا شد. گروه‌های مذهبی و ملی‌گرا مانند دائجونگیو و جونگسان‌دو و همچنین برخی نهادهای نظامی، معنای دامول را گسترش دادند و آن را به عنوان نمادی از روح اساسی ملت کره یا جان ملی به کار بردند.
در برخی جریان‌های تاریخ‌نگاری معاصر و شبه‌تاریخی، دامول در چارچوب ایدئولوژی‌های گسترش‌طلبانه و اصالت‌گرایانه بازتعریف شده و به عنوان توجیهی برای ادعای بازپس‌گیری سرزمین‌های باستانی و بزرگ ملت کره استفاده می‌شود. این تفسیر به‌ویژه در میان گروه‌های افراطی رواج دارد.

## تصویرسازی مدرن
- مجموعه تلویزیونی افسانه جومونگ، محصول سال ۲۰۰۶ کره جنوبی